# ألفريد دي موسيه
لوي شارل ألفرد دي موسيه -باتاي (بالفرنسية: Louis Charles Alfred de Musset-Pathay) (وُلد في 11 ديسمبر 1810 وتوفي في 2 مايو 1857) شاعر فرنسي ومسرحي وروائي. يُعرف بشعره كما يُعرف بكتابه: اعترافات طفل من القرن (La Confession d'un enfant du siècle)، وهو سيرة ذاتية له.

## السيرة الذاتية
ولد موسيه في باريس. كانت عائلته من الطبقة العليا ولكنها فقيرة؛ إذ شغل والده العديد من المناصب الرئيسية في الحكومة، لكنه لم يمنح ابنه أي أموال. جاءت والدة موسيه من ظروف مماثلة، وترك دورها كسيدة مجتمع، على سبيل المثال حفلات غرفة الرسم، ومآدب الغداء والعشاء التي أقيمت في منزل موسيه، انطباعًا دائمًا على ألفريد في صباه. 
اشتملت المؤشرات المبكرة على مواهبه في طفولته ولعه المبكر بتمثيل المسرحيات الصغيرة المرتجلة بناءً على حلقات من القصص الرومانسية القديمة التي قرأها. بعد سنوات، احتفظ الأخ الأكبر بول دي موسيه بهذه التفاصيل والعديد من التفاصيل الأخرى، للأجيال القادمة، في سيرة شقيقه الأصغر الشهير.
ارتاد ألفريد دي موسيه مدرسة هنري الرابع في سن التاسعة، حيث فاز عام 1827 بجائزة المقال اللاتيني في المنافسة العامة كونكور جينيرال. بمساعدة بول فوتشر، صهر فيكتور هوغو، بدأ في حضور سيناكل وهو في سن السابعة عشر، وهو الصالون الأدبي التابع لشارل نوديه والذي يقع في مكتبة ارسنال. بعد محاولاته في امتهان الطب (التي تخلى عنها بسبب كرهه للتشريح)، القانون، الرسم، واللغة الإنجليزية والبيانو، أصبح من أوائل الكتاب الرومانسيين، مع مجموعته الأولى من القصائد، كونت دي سباني دي ايتالي (1829، حكايات إسبانيا وإيطاليا). عند بلوغه العشرين من العمر ترافقت شهرته الأدبية مع سمعة رنانة تغذيها أناقته الباذخة.
شغل منصب أمين مكتبة وزارة الداخلية الفرنسية في عهد ملكية يوليو. اتسمت سياسته بطابع ليبرالي، وكان على علاقة طيبة مع عائلة الملك لويس فيليب. خلال هذا الوقت، انخرط أيضًا في المجادلات حيال أزمة الراين عام 1840، التي سببها رئيس الوزراء الفرنسي أدولف تيير، الذي كان وزير الداخلية وبالتالي رئيسًا لموسيه. إذ طالب تيير بأن تُصبح الضفة اليسرى من نهر الراين تابعة لفرنسا (واصفًا إياها «الحدود الطبيعية لفرنسا») مثلما كانت في عهد نابليون، وذلك بالرغم من أن الإقليم يقطنه الألمان. عبر الألمان عن رفضهم لهذه المطالب من خلال القصائد والأغاني، مثل قصيدة نيكولاوس بيكر راينلاند، قائلًا: «عسى أن يحصلوا عليها، الراين الألماني سيبقى حرًا»، أجاب عليه موسيه بقصيدة تقول: «ألا وقد حصلنا عليه، راينكم الألماني».
تُروى حكاية علاقته الغرامية الشهيرة مع جورج ساند في 1833-1835، من وجهة نظره في رواية سيرته الذاتية لا كونفسيون لانفا دو سييكل (اعترافات طفل من هذا القرن)، والتي حُولت إلى فيلم عام 1999 بعنوان أطفال القرن، وفيلم آخر عام 2012 بعنوان اعترافات طفل من هذا القرن، وتُروى الحكاية من وجهة نظر ساند في فيلم إل إي لوي (هو وهي). يتتبع فيلم موسيه نو (ليالي موسيه) (1835-1837) الاضطرابات العاطفية لحبه لساند من اليأس المبكر إلى الاستسلام النهائي. يُعتقد أيضًا أنه المؤلف الذي ظل مجهول الهوية والذي كتب جامياني أو ليلتان من الهروب (1833)، وهي رواية إباحية مثلية يُعتقد أنها تجسد ساند.
بعيدًا عن علاقته بساند، كان زبونًا معروفًا في بيوت الدعارة، ومن والمعروف والمقبول أنه الكاتب والزبون مجهول الهوية الذي ضرب وأهان المؤلفة والمحظية سيليست دي شابريلان، المعروفة أيضًا باسم لا موغادور.
فُصل موسيه من منصبه كأمين مكتبة من قبل الوزير الجديد ليدرو رولين بعد ثورة 1848. ومع ذلك، عُيّن أمين مكتبة في وزارة التعليم العام في عام 1853.
في 24 أبريل 1845، نال موسيه وسام الشرف في نفس الوقت مع بلزاك، وانتُخب في الأكاديمية الفرنسية في عام 1852 بعد محاولتين فاشلتين في عامي 1848 و1850.
توفي ألفريد دي موسيه أثناء نومه في باريس عام 1857. كان سبب الوفاة هو قصور القلب، واشتراك إدمان الكحول وقصور الأبهر الذي طال أمده. من الأعراض التي لاحظها شقيقه تمايل رأسه نتيجة قوة النبض. سميت هذه العلامة فيما بعد بعلامة دي موسيه. دفن في مقبرة بير لاشيز في باريس.

## الاستقبال النقدي
انتقد الشاعر الفرنسي أرتور رامبو أعمال موسيه بشدة. كتب رامبو في رسائل الرائي (Lettres du Voyant) أن موسيه لم يُنجز أي شيء لأنه «أغلق عينيه» عن رؤياه. بينما استلهم المخرج الفرنسي جان رينوا مسرحية موسيه أمزجة ماريان في فيلمه قواعد اللعبة.

## أعماله
- الليالى
- أشعار جديدة
- مسرحية «لا يمزح مع الحب»
- «اعتراف فتى العصر» قصة

## وصلات خارجية
- ألفريد دي موسيه على موقع IMDb (الإنجليزية)
- ألفريد دي موسيه على موقع الموسوعة البريطانية (الإنجليزية)
- ألفريد دي موسيه على موقع ألو سيني (الفرنسية)
- ألفريد دي موسيه على موقع ميوزك برينز (الإنجليزية)
- ألفريد دي موسيه على موقع أول موفي (الإنجليزية)
- ألفريد دي موسيه على موقع قاعدة بيانات برودواي على الإنترنت (الإنجليزية)
- ألفريد دي موسيه على موقع قاعدة بيانات الأفلام السويدية (السويدية)
- ألفريد دي موسيه على موقع إن إن دي بي (الإنجليزية)
- ألفريد دي موسيه على موقع ديسكوغز (الإنجليزية)
- ألفريد دي موسيه على موقع قاعدة بيانات الفيلم (الإنجليزية)

1. ↑  الأكاديمية الفرنسية، OL:3532210A، QID:Q161806
2. 1 2  
كثيراً ما تُقلب أسماؤه بين لوي شارل ألفرد دي موسيه وألفرد لوي شارل دي موسيه. أنظر: "لوي شارل ألفرد دي موسيه" (سيرة ذاتية)، Biography.com، 2007 صفحة: Bio9413. نسخة محفوظة 08 أغسطس 2007 على موقع واي باك مشين.
3. 1 2  "تشيزفيل- ألفرد دي موسيه: المسرحي الرومانتيكي"،روبرت تي. توهي، Chessville.com, 2006, صفحة:تشيزفيل دي موسيه. نسخة محفوظة 14 أغسطس 2017 على موقع واي باك مشين.
4. ↑  "Chessville – Alfred de Musset: Romantic Player", Robert T. Tuohey, Chessville.com, 2006, webpage: Chessville-deMusset نسخة محفوظة 23 October 2007 على موقع واي باك مشين..
5. ↑  The Spectator, Volume 50. F.C. Westley. 1877. ص. 983.
6. ↑  Kendall-Davies، Barbara (2003). The Life and Work of Pauline Viardot Garcia. Cambridge Scholars Press. ص. 45–46. ISBN:1-904303-27-7. مؤرشف من الأصل في 2024-10-08.